# Julia Tunturi
Julia Tunturi, född 25 april 1996 i Helsingfors, är en finländsk fotbollsspelare som representerar Vittsjö GIK och det finländska landslaget.